# Вулиця Сєдова (Запоріжжя)
Вýлиця Сєдóва — вулиця в центральній частині міста Запоріжжя, розташована у Вознесенівському районі. Розпочинається від площі Профспілок і закінчується Південним шосе. 
Протяжність вулиці — 1,4 км.
До вулиці Сєдова прилучаються вулиці: 
- Кам'яногірська
- Заводська
- Брянська
- Адмірала Нахімова
- Промислова
- Зої Космодем'янської.

## Історія
Вулиця отримала назву в 1950-х роках XX століття на честь українського та російського гідрографа, полярного дослідника Георгія Сєдова (1877—1914).

## Будівлі та об'єкти

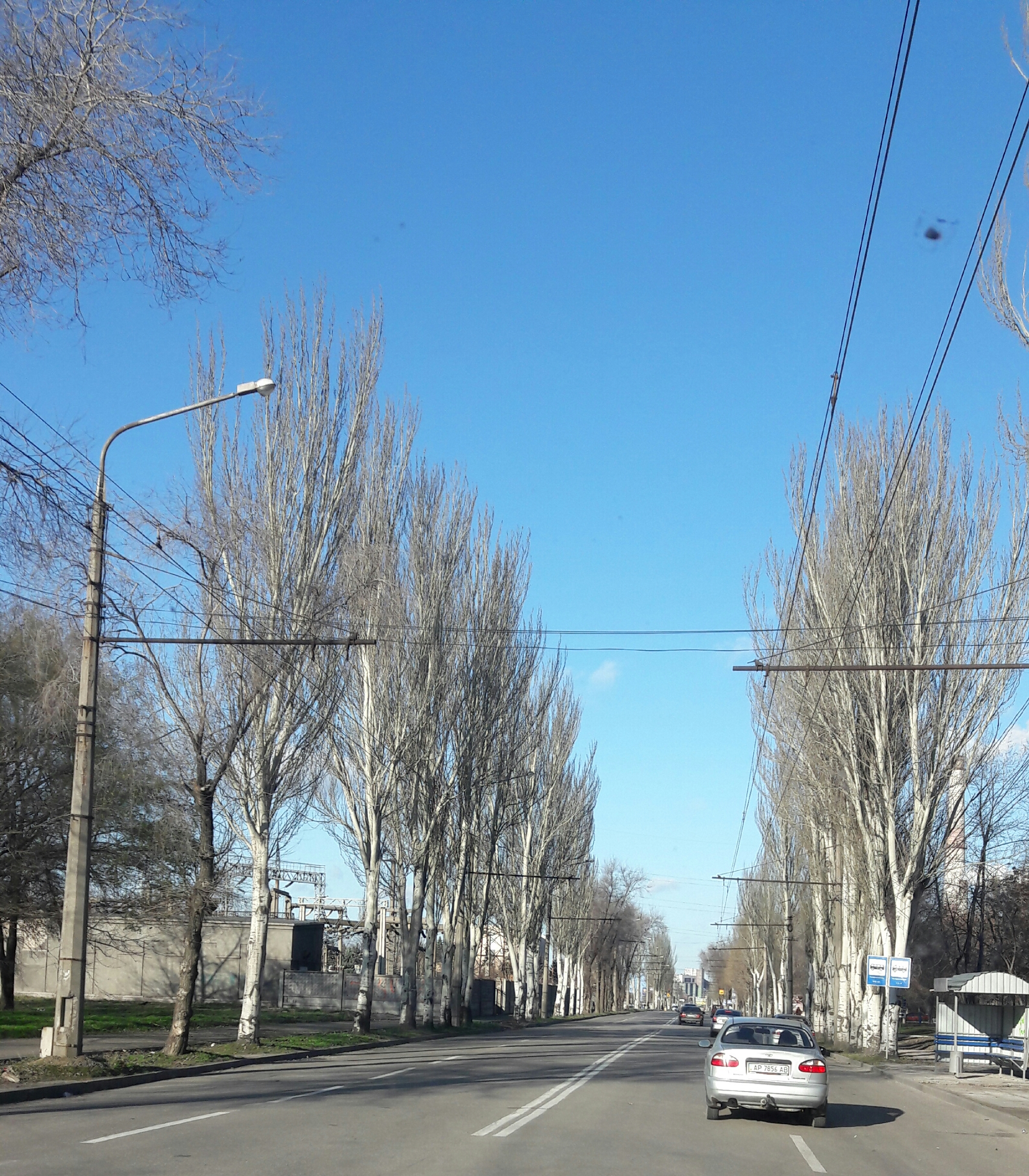
Вулиця Сєдова

- буд. 1-В — Запорізька гімназія «Контакт»[3]
- буд. 3 — Багатопрофільна лікарня «VitaCenter»[4]
- буд. 5 — Районна адміністрація Запорізької міської ради по Вознесенівському району
- буд. 6 — Запорізькій міський психоневрологічний диспансер
- буд. 8 — ТД «Мегаполис»
- буд. 9 — Запорізький навчально-курсовий комбінат[5]
- буд. 10 — Міська стоматологічна поліклініка № 4
- буд. 11 — колишній Інститут «Укрколірметавтоматика»[6]
- буд. 16 — Видавничий будинок «Кераміст»[7]
- буд. 31 — Запорізькій обласний наркологічний диспансер
- буд. 36 — Меблевий салон «Арман Меблі».